# 시로야마정 (가나가와현)
시로야마정(일본어: 城山町)은 일본 가나가와현의 북서단, 쓰쿠이군에 속했던 정이다. 
2007년 3월 11일에 사가미하라시에 편입되어 주소 표시는 사가미하라시 시 시로야마초가 되어 사가미하라시 시로야마초 지역 자치구를 구성한다.사가미하라시가 2010년 4월 1일에 정령 지정 도시로 이행함과 동시에 동시 미도리구의 일부가 되어 전날인 3월 31일에 지역 자치구는 폐지되었다.

## 개요
옛날에는 사가미 강의 수운으로 번창했던 마을이었지만, 현재는 도쿄 도심으로부터 45㎞ 정도, 요코하마 시의 중심부에서는 35㎞ 정도에 있다는 지리 때문에 합병 이전부터 베드타운으로서 옛 사가미하라 시역으로부터 연속된 시가지를 형성하고 있다.
사가미 강이 시로야마 댐으로 막혀서 생긴 쓰쿠이 호와 모토자와 댐의 댐 호수(시로야마 호)가 있는 것으로 알려져 있다.

## 지리
사가미하라 대지가 관동 산지로 대체하려는 곳에 있다.
마을 남부는 관동 산지의 일각을 이루는 단택산괴의 북동단이며, 마을 북서부는 고미산으로 이어진 산과 구릉이 펼쳐져 있다.그 사이를 누비듯 마을 중앙부를 사가미천이 남북으로 흐르고 있다.마을의 동부는 사가미하라 대지의 북서단을 차지하고 동쪽 이웃의 옛 사가미하라 시역의 하시모토 지구 및 오사와 지구로 이어진다.북부 경계의 대부분은 사카이 강이며 도쿄 도 마치다 시 북서부의 사카이 지구에 인접한다.
사가미 강은 마을의 서부에 건설된 성산 댐에 의해 막혀 쓰쿠이 호수가 되어 인접하는 구 쓰쿠이 정(현·사가미하라 시)의 쪽으로 이어지고 있다.사카이가와 지류인 혼자와 최상류부의 다니노헤에는 혼자와 댐이 설치되어 쓰쿠이 호수에서 퍼 올린 물이 쌓여 있다.

## 역사
- 1889년 4월 1일 - 가나가와현 쓰쿠이군 가와시리촌, 쇼난촌, 미사와촌이 성립하였다.
- 1955년 4월 1일 - 가와시리촌, 쇼난촌, 미사와촌과 합병해 시로야마정이 되었다.
- 2007년 3월 11일 - 후지노정과 함께 사가미하라시에 편입해 지역 자치구가 2010년 3월 31일까지 설치하였다.
- 2010년 4월 1일 - 사가미하라 시가 정령지정도시로 승격해, 시로야마 지역의 행정구는 미도리 구가 되고, 주소에서 「시로야마 정」의 표기가 빠지게 되었다. (사가미하라시 시로야마 정○○→사가미하라시 미도리 구○○)

## 교통

### 버스
- 가나가와 중앙 교통 쓰쿠이 카나쿄버스
  - 가나가와 중앙 교통 사가미하라 영업소 시로야마 조차소

### 도로
- 국도 제413호선

## 참고 문헌
- 角川日本地名大辞典編纂委員会,『角川日本地名大辞典 神奈川県』1984, 角川書店